# 洞部落
洞部落（ほうらぶらく）は、奈良県橿原市にかつて存在した被差別部落。戦後の部落解放運動の歴史のうえで、部落問題の視点による天皇制批判の好材料としてたびたび議題に上げられてきた。

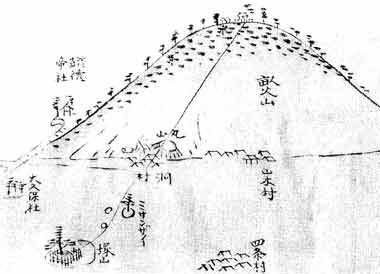

## 歴史
麓に神武天皇陵（ミサンザイ古墳）を見据える畝傍山の麓からやや上方にかけて、かつて洞（ほうら、大和国高市郡白橿村大字山本枝郷洞）と呼ばれる村が存在した。
この村は、神武陵の南手、ちょうど同陵を見下ろす場所に位置する、1854年（嘉永7年）の時点でおよそ120戸、1920年（大正9年）の時点でおよそ200戸を数えた、同陵墓の守戸―いわゆる墓守の集落と伝わる村で、被差別部落であった。
大正時代に入って間もない頃、国の主導による本格的な神武陵一帯の整備が始まると、その拡張の必要などにともなって、洞村は自体の移転を余儀なくされる。その後移転先の決定について難航を重ねた末に1917年（大正6年）に付近の平野部に移転した。

## 発掘
洞部落の歴史に初めて光が当てられたのは第二次世界大戦後、1960年代後半のことである。『天皇制と部落差別』と題して鈴木良により採り上げられたことをきっかけとして、天皇を主軸とした国家権力による横暴の好例であるとの論旨をもって、部落問題の原因を天皇制に求めるうえでの重要議題として認知されるに至った。

## 再発掘
国家権力によって強制的に執行されたものであるとされてきた洞部落移転問題であったが、この認識に対する反証を行ったのが移転後の部落に生まれ育った辻本正教（後の部落解放同盟中央執行委員）であった。辻本による反証では、強制執行は行われておらず、洞村の人々が陵墓への畏怖心などから自主的に移転を決めたとの事実が明らかにされた。また移転に際しては補償費用も出ていた。
洞村（洞部落）の移転は、畝傍山神苑計画の一環を構成するものであり、この計画はそもそもが神苑を造成するという景観論（景観整備計画）から発せられたものであって、畝傍・久米・大久保の一般村の民家194戸および拡張区域外の46戸あわせて240戸、および田畑・山林・墓地なども移転させられており、被差別部落論における「聖・賎」のなかで鮮やかに描かれるところの論理とは実際は異なるものであったとの指摘もある。

## 現在
移転先に形成された地区はその後同和対策事業の対象地区とされ、現在も同和地区として存在している。旧洞村は雑木のうちに遺構としてその痕跡を残すのみである。